# Asamblea de Extremadura
La Asamblea de Extremadura es el parlamento autonómico de la comunidad autónoma de Extremadura. Constituye la institución de autogobierno que representa al pueblo extremeño a través de 65 diputados, elegidos mediante sufragio universal y directo por los ciudadanos. Viene determinada por el Estatuto de Autonomía de Extremadura (Título II, Capítulo I) y su estructura se concreta en el Reglamento de la Asamblea de Extremadura.
La competencia de convocar elecciones a la Asamblea de Extremadura recae sobre el presidente de la Junta de Extremadura. La constitución formal de la Asamblea se realizó en la sesión solemne del 21 de mayo de 1983 en la casa de cultura emeritense, donde por primera vez sesenta y cinco diputados elegidos democráticamente por el pueblo extremeño tomaban posesión de sus escaños. En mayo de 2019 el 44,6 % de los diputados elegidos fueron mujeres.
Tiene su sede en el antiguo Hospital de San Juan de Dios, en Mérida, la capital de Extremadura. Desde el 23 de junio de 2015, su presidenta es Blanca Martín Delgado.

## Funciones
Según el artículo 16 del Estatuto de Autonomía de Extremadura, las funciones de la cámara son las siguientes:
- Aprobar los presupuestos.
- Controlar la acción ejecutiva de la Junta de Extremadura.
- Controlar los medios de comunicación dependientes de la comunidad.
- Designar a los senadores que representan a la comunidad en la Cámara del Senado de las Cortes Generales.
- Ejercer la potestad legislativa de Extremadura.
- Elaborar su Reglamento interno cuya aprobación y modificación exigirá mayoría absoluta de la Cámara en una votación final sobre el conjunto del proyecto.
- Elegir al presidente de la Junta de Extremadura.
- Ejercer las iniciativas de reforma de la Constitución y del Estatuto de Extremadura

## Sede

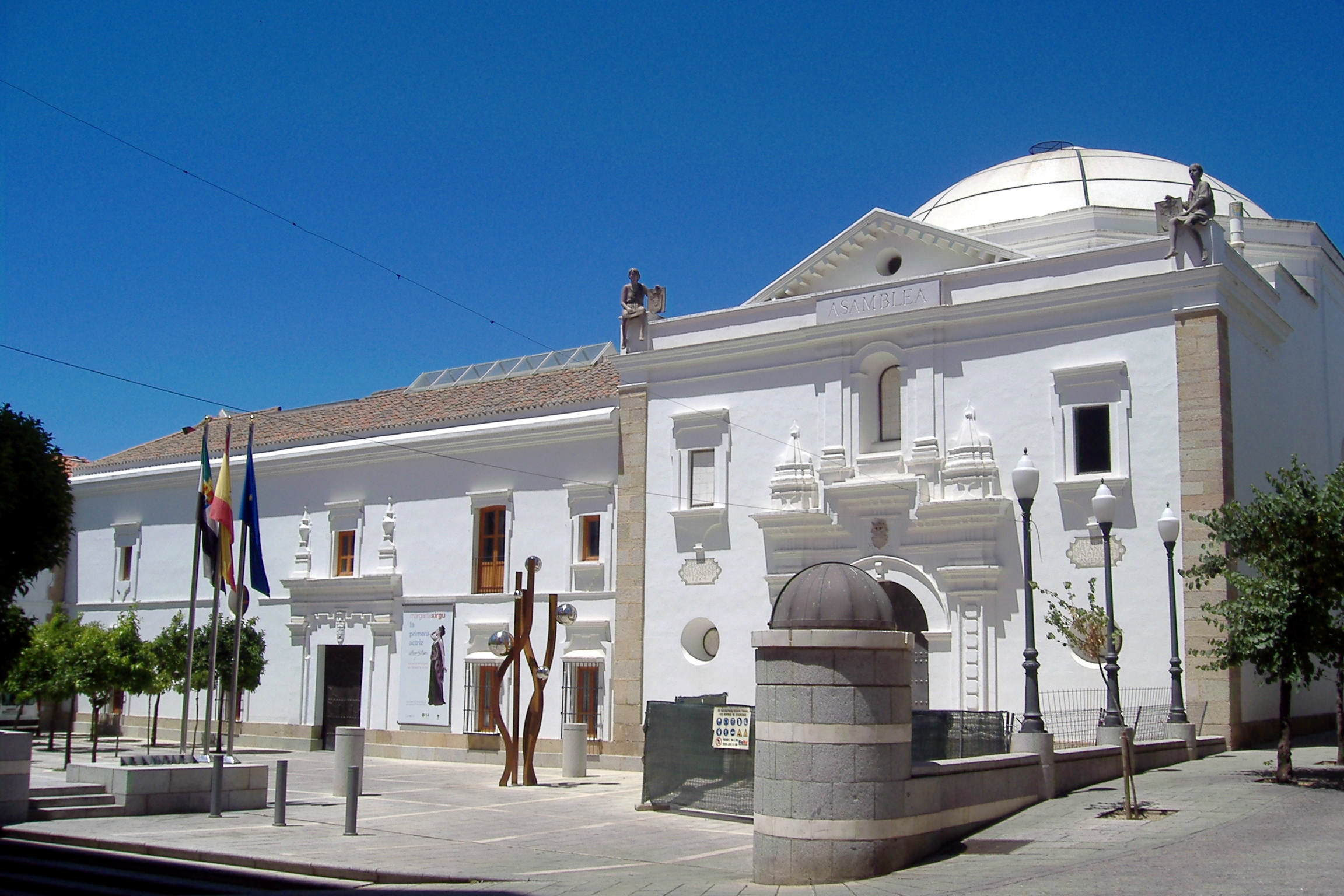
Antiguo hospital de San Juan de Dios

El Hospital de San Juan de Dios, cuya designación inicial fue Hospital de Santa María, fue empleado en sus inicios como "hospital de pobres". Bernabé Moreno de Vargas, historiador y edil emeritense, a mediados del siglo XVII, solicitó a los Hermanos de San Juan de Dios que se instalaran en él con el fin de lograr un mejor cuidado y dedicación a los enfermos y pobres que llegaban a la ciudad. Durante el siglo XVIII y hasta 1769 el edificio se modificó ampliándose gracias a las donaciones de los ciudadanos y con la construcción de una capilla.
Durante los primeros años del siglo XIX, la invasión de las tropas napoleónicas trajo como consecuencia para el edificio el saqueo e incendio del mismo hasta el punto de quedar casi destruido. No fue hasta principios del siglo XX cuando el Ayuntamiento de Mérida solicitó al Ministerio de Fomento una partida presupuestaria específica que permitió el acondicionamiento del edificio y la dotación de médicos al hospital, que siguió su actividad sanitaria hasta el año 1981 en que se procedió a la apertura del actual centro hospitalario.
En el año 1983, Extremadura nació como autonomía y con ello la necesidad de encontrar ubicaciones para albergar los nuevos organismos extremeños. Fue entonces cuando se decidió que la ubicación de la sede legislativa de la región sería el Hospital de San Juan de Dios con las correspondientes remodelaciones pero respetando en todo momento su arquitectura.

## Sistema electoral
El parlamento extremeño está compuesto por 65 diputados de conformidad con lo dispuesto en el artículo 17.1 del Estatuto de Autonomía de Extremadura elegidos por sufragio universal, libre, igual, directo y secreto. La circunscripción electoral es la provincia, de modo que cada una de las dos provincias extremeñas tiene asignado un mínimo de veinte diputados, más un número adicional de diputados en función de su población. En la actualidad la distribución provincial de los escaños es la siguiente:
- Provincia de Badajoz: 36 diputados.
- Provincia de Cáceres: 29 diputados.

En el conjunto de España los electores votan a candidaturas de partidos en listas cerradas, las cuales deben alternar a hombres y mujeres, según lo establecido en la ley orgánica 3/2007, para la igualdad efectiva de mujeres y hombres. En Extremadura para optar a conseguir diputados en una provincia las candidaturas deben obtener, al menos, un 5 % de los votos válidos en una provincia. Finalmente, los escaños son asignados a los partidos políticos según la ley D'Hondt.
El mandato de los diputados termina cuatro años después de su elección o el día de la disolución de la Cámara.
Los comicios celebrados hasta la fecha son:
| - Partido Socialista Obrero Español de Extremadura - Partido Popular de Extremadura - Vox | - Unidas por Extremadura - Podemos Extremadura - Ciudadanos Extremadura | - Izquierda Unida Extremadura - Extremadura Unida - Centro Democrático y Social | - Alianza Popular - Coalición Popular |

| 4 | 35 | 6 | 20 |

| 2 | 34 | 4 | 8 | 17 |

| 4 | 39 | 3 | 19 |

| 6 | 31 | 1 | 27 |

| 3 | 34 | 28 |

| 3 | 36 | 26 |

| 38 | 27 |

| 3 | 30 | 32 |

| 6 | 30 | 1 | 28 |

| 4 | 34 | 7 | 20 |

| 4 | 28 | 28 | 5 |

## Órganos

### Mesa de la Asamblea
Es el órgano de gobierno interior de la Asamblea y ostenta su representación colegiada. Se encuentra bajo la dirección del Presidente de la Asamblea y está formada por dos vicepresidentes y tres secretarios, todos con voz y voto. A su vez, está asistida por el letrado mayor y el secretario general de la Cámara.
Desde la instauración de la Asamblea de Extremadura en 1983, ha habido varios presidentes.

### Pleno
Es el órgano superior de la Asamblea y está formado por todos los diputados. Pueden reunirse en sesiones ordinarias, programadas o no programadas, así como en sesión extraordinaria.

### Junta de portavoces
Se compone por los portavoces titulares de los grupos parlamentarios, bajo la dirección del Presidente de la Cámara. Pueden asistir los restantes miembros de la Mesa, pero sin voto.

### Comisiones
Las comisiones parlamentarias son órganos de estructura colegiada y composición numérica inferior al Pleno, constituidos para un objeto determinado. Pueden ser permanentes y no permanentes y estarán compuestas por el número de diputados que establezca la Mesa, teniendo derecho todos los grupos parlamentarios a tener un miembro propio en cada comisión.

### Diputación permanente
Es el órgano que sustituye al Pleno entre los períodos ordinarios de sesiones. Cuando la Asamblea hubiera sido disuelta o haya agotado su legislatura, la Diputación Permanente asumirá todas las funciones de la Cámara. Además de por el presidente, estará formada por los miembros de la Mesa y diez diputados que representarán a los grupos parlamentarios en función de su importancia numérica. Los votos de los miembros de la Mesa se imputan bajo la de su grupo parlamentario.

### Grupos parlamentarios
Formados por los diputados que representan a un mismo partido político, cada grupo goza de personalidad jurídica y capacidad de obrar propia. El portavoz ostenta la representación política y jurídica del grupo ante los órganos de la Cámara y frente a terceros. Podrán formar grupo parlamentario propio los diputados, con un mínimo de cinco, incluidos en las listas de un mismo partido político, agrupación o coalición electoral que se hayan presentado como tal a las elecciones autonómicas. De no alcanzar dicho número de representantes, los diputados pasan a formar el Grupo Mixto, pudiendo constituir agrupaciones en su seno aquellos diputados que pertenezcan a la misma formación electoral.

## Miembros de la mesa de la Asamblea de Extremadura

###### Presidencia

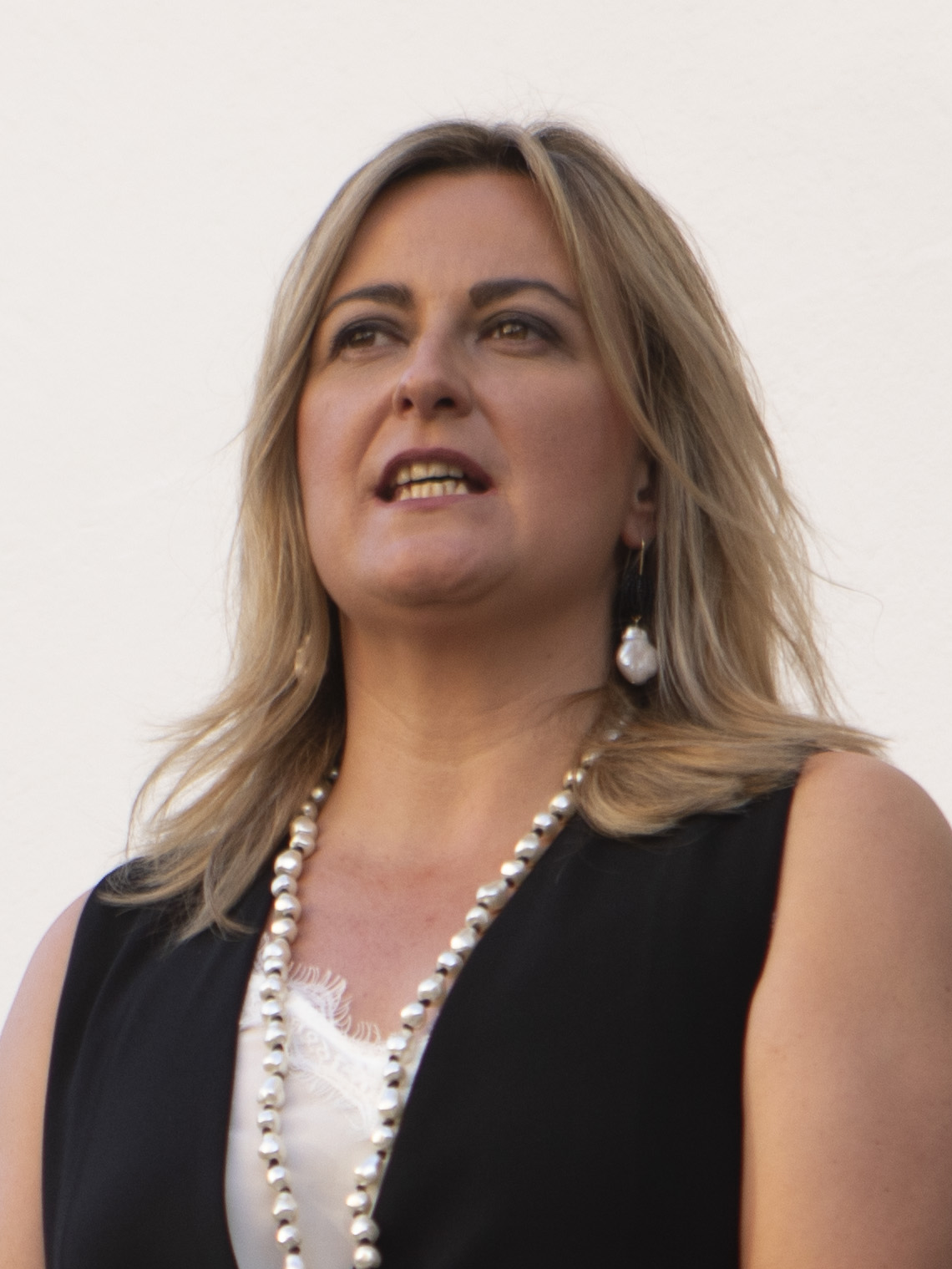
Blanca Martín, actual presidenta de la Asamblea de Extremadura

Según el Reglamento de la Asamblea de Extremadura, la presidencia de la Cámara ostenta la máxima representación de esta, preside todos los órganos de la misma, dirige las sesiones, sostiene y defiende las competencias de la Cámara y ejerce cuantas funciones le atribuye el Reglamento.
En la XI Legislatura, la actual presidenta de la Asamblea es Blanca Martín. Desde la creación de la Asamblea de Extremadura en el año 1983, ha habido varios presidentes, los cuales pueden verse a continuación:
| Partidos Políticos | Partidos Políticos | Partidos Políticos | Partidos Políticos | Partidos Políticos |
| \| - Partido Socialista Obrero Español de Extremadura \| - Partido Popular de Extremadura \| - Izquierda Unida Extremadura \| | \| - Partido Socialista Obrero Español de Extremadura \| - Partido Popular de Extremadura \| - Izquierda Unida Extremadura \| | \| - Partido Socialista Obrero Español de Extremadura \| - Partido Popular de Extremadura \| - Izquierda Unida Extremadura \| | \| - Partido Socialista Obrero Español de Extremadura \| - Partido Popular de Extremadura \| - Izquierda Unida Extremadura \| | \| - Partido Socialista Obrero Español de Extremadura \| - Partido Popular de Extremadura \| - Izquierda Unida Extremadura \| |
| Legislatura | Presidente/a | Presidente/a | Inicio de mandato | Fin de mandato |
| --- | --- | --- | --- | --- |
| Constituyente | | Pablo Castellano Cardalliaguet                                                                                                | 5 de marzo de 1983 | 21 de mayo de 1983 |
| I legislatura | Antonio Vázquez López | 21 de mayo de 1983 | 2 de julio de 1987 | |
| II legislatura | Antonio Vázquez López | 2 de julio de 1987 | 17 de junio de 1991 | |
| III legislatura | Antonio Vázquez López | 17 de junio de 1991 | 20 de junio de 1995 | |
| IV legislatura | | María Teresa Rejas Rodríguez                                                                                                  | 20 de junio de 1995 | 9 de octubre de 1997 |
| IV legislatura | | Manuel Veiga López | 9 de octubre de 1997 | 5 de julio de 1999 |
| V legislatura | 5 de julio de 1999 | Manuel Veiga López | 17 de junio de 2003 | |
| VI legislatura | Federico Suárez Hurtado | 12 de junio de 2003 | 19 de junio de 2007 | |
| VII legislatura | Juan Ramón Ferreira Díaz | 19 de junio de 2007 | 21 de junio de 2011 | |
| VIII legislatura | | Fernando Jesús Manzano Pedrera                                                                                                | 21 de junio de 2011 | 23 de junio de 2015 |
| IX legislatura | | Blanca Martín Delgado | 23 de junio de 2015 | 2 de abril de 2019 |
| X legislatura | 18 de junio de 2019 | Blanca Martín Delgado | 20 de junio de 2023 | |
| XI legislatura | 20 de junio de 2023 | Blanca Martín Delgado | En el cargo | |
| - Partido Socialista Obrero Español de Extremadura                                                                            | - Partido Popular de Extremadura                                                                                              | - Izquierda Unida Extremadura                                                                                                 | | |

###### Vicepresidentes
En la XI Legislatura, la actual vicepresidenta primera de la Asamblea es Lara Garlito y el vicepresidente segundo es Manuel Naharro. Desde la creación de la Asamblea de Extremadura en el año 1983, ha habido varios vicepresidentes, los cuales pueden verse a continuación:
| Partidos Políticos | Partidos Políticos | Partidos Políticos | Partidos Políticos | Partidos Políticos | Partidos Políticos | Partidos Políticos | Partidos Políticos | Partidos Políticos | Partidos Políticos | Partidos Políticos |
| \| - Partido Socialista Obrero Español de Extremadura - Partido Popular de Extremadura \| - Alianza Popular - Coalición Popular \| | \| - Partido Socialista Obrero Español de Extremadura - Partido Popular de Extremadura \| - Alianza Popular - Coalición Popular \| | \| - Partido Socialista Obrero Español de Extremadura - Partido Popular de Extremadura \| - Alianza Popular - Coalición Popular \| | \| - Partido Socialista Obrero Español de Extremadura - Partido Popular de Extremadura \| - Alianza Popular - Coalición Popular \| | \| - Partido Socialista Obrero Español de Extremadura - Partido Popular de Extremadura \| - Alianza Popular - Coalición Popular \| | \| - Partido Socialista Obrero Español de Extremadura - Partido Popular de Extremadura \| - Alianza Popular - Coalición Popular \| | \| - Partido Socialista Obrero Español de Extremadura - Partido Popular de Extremadura \| - Alianza Popular - Coalición Popular \| | \| - Partido Socialista Obrero Español de Extremadura - Partido Popular de Extremadura \| - Alianza Popular - Coalición Popular \| | \| - Partido Socialista Obrero Español de Extremadura - Partido Popular de Extremadura \| - Alianza Popular - Coalición Popular \| | \| - Partido Socialista Obrero Español de Extremadura - Partido Popular de Extremadura \| - Alianza Popular - Coalición Popular \| | \| - Partido Socialista Obrero Español de Extremadura - Partido Popular de Extremadura \| - Alianza Popular - Coalición Popular \| |
| Vicepresidentes Primeros | Vicepresidentes Primeros | Vicepresidentes Primeros | Vicepresidentes Primeros | Vicepresidentes Primeros | | Vicepresidentes Segundos | Vicepresidentes Segundos | Vicepresidentes Segundos | Vicepresidentes Segundos | Vicepresidentes Segundos |
| Legislatura | Vicepresidente/a | Vicepresidente/a | Inicio de mandato | Fin de mandato | Legislatura | Vicepresidente/a | Vicepresidente/a | Inicio de mandato | Fin de mandato | |
| --- | --- | --- | --- | --- | --- | --- | --- | --- | --- | --- |
| I legislatura | | Matías Martínez Pereda | 19 de julio de 1983 | 9 de junio de 1987 | I legislatura | | José Manuel Mariño Gallego | 19 de agosto de 1983 | 9 de junio de 1987 | |
| II legislatura | 15 de julio de 1987 | Matías Martínez Pereda | 27 de mayo de 1991 | II legislatura | | 15 de agosto de 1987 | José Manuel Mariño Gallego | 27 de mayo de 1991 | | |
| III legislatura | 18 de julio de 1991 | Matías Martínez Pereda | 27 de mayo de 1995 | III legislatura | | Eugenio Hornero Álvarez | 18 de agosto de 1991 | 27 de mayo de 1995 | | |
| IV legislatura | | Gabino Casares Sánchez | 4 de julio de 1995 | 12 de junio de 1999 | IV legislatura | | Ramón Rocha Maqueda | 4 de julio de 1995 | 12 de junio de 1999 | |
| V legislatura | | Ramón Rocha Maqueda | 13 de julio de 1999 | 24 de mayo de 2003 | V legislatura | | Inocente Mayoral Sánchez | 13 de julio de 1999 | 24 de mayo de 2003 | |
| VI legislatura | Alejo Salas Alonso | 20 de junio de 2003 | 27 de mato de 2007 | VI legislatura | Laureano León Rodríguez | 20 de junio de 2003 | 27 de mato de 2007 | | | |
| VII legislatura | Luciano Fernández Gómez | 19 de junio de 2007 | 21 de mayo de 2011 | VII legislatura | Laureano León Rodríguez | 19 de junio de 2007 | 21 de mayo de 2011 | | | |
| VIII legislatura | | Consuelo de Fátima Rodríguez Píriz                                                                                                 | 21 de junio de 2011 | 23 de mayo de 2015 | VIII legislatura | | Juan Ramón Ferreira Díaz | 21 de junio de 2011 | 23 de mayo de 2015 | |
| IX legislatura | | José Andrés Mendo Vidal | 23 de junio de 2015 | 25 de mayo de 2019 | IX legislatura | | Fernando Jesús Manzano Pedrera | 23 de junio de 2015 | 25 de mayo de 2019 | |
| X legislatura | Miguel Ángel Morales Sánchez | 18 de junio de 2019 | 20 de junio de 2023 | X legislatura | 18 de junio de 2019 | 20 de junio de 2023 | Fernando Jesús Manzano Pedrera | | | |
| XI legislatura | Lara Garlito Batalla | 20 de junio de 2023 | En el cargo | XI legislatura | Manuel Naharro Gata | 20 de junio de 2023 | En el cargo | | | |
| - Partido Socialista Obrero Español de Extremadura - Partido Popular de Extremadura                                                | - Alianza Popular - Coalición Popular                                                                                              | | | | | | | | | |

###### Secretarios
En la XI Legislatura, los actuales secretarios son: Laureano León Rodríguez es el secretario primero, Estrella Gordillo Vaquero es la secretaria segunda y José Antonio González Frutos es el secretario tercero. Desde la creación de la Asamblea de Extremadura en el año 1983, ha habido varios secretarios, los cuales pueden verse a continuación:
| I legislatura                                                                                                |                                                                              | Federico Suárez Hurtado                                   | 1983        | 1987                       |                         | Jesús Vicente Sánchez Cuadrado | 1983 | 1987        |                            |                                  |      |             |                         |      |      |  |
| II legislatura                                                                                               | César Martín Clemente                                                        | 1987                                                      | 1991        |                            | Juan Ignacio Barrero    | 1987                           | 1990 |             |                            |                                  |      |             |                         |      |      |  |
| II legislatura                                                                                               | César Martín Clemente                                                        | 1987                                                      | 1991        | Antonio Miranda Trenado    | 1990                    | 1991                           |      |             |                            |                                  |      |             |                         |      |      |  |
| III legislatura                                                                                              | César Martín Clemente                                                        | 1991                                                      | 1995        |                            | Mariano Gallego Barrero | 1991                           | 1995 |             |                            |                                  |      |             |                         |      |      |  |
| IV legislatura                                                                                               |                                                                              | Gerardo Galán Marrupe                                     | 1995        | 1999                       |                         | Pedro Cañada Castillo          | 1995 | 1999        |                            |                                  |      |             |                         |      |      |  |
| V legislatura                                                                                                |                                                                              | María Soledad Pérez Domínguez                             | 1999        | 2000                       |                         | José Antonio Echávarri Lomo    | 1999 | 2003        |                            |                                  |      |             |                         |      |      |  |
| V legislatura                                                                                                | Manuela Frutos Gama                                                          | 2000                                                      | 2003        |                            |                         | José Antonio Echávarri Lomo    | 1999 | 2003        |                            |                                  |      |             |                         |      |      |  |
| VI legislatura                                                                                               | María Ascensión Murillo Murillo                                              | 2003                                                      | 2007        | Fernando Baselga Laucirica | 2003                    | 2007                           |      |             |                            |                                  |      |             |                         |      |      |  |
| VII legislatura                                                                                              | Emilia Guijarro Gonzalo                                                      | 2007                                                      | 2011        | Tomás Martín Tamayo        | 2007                    | 2011                           |      |             |                            |                                  |      |             |                         |      |      |  |
| VIII legislatura                                                                                             |                                                                              | Alejandro Nogales Hernández                               | 2011        | 2015                       |                         | Ana Belén Fernández González   | 2011 | 2015        |                            |                                  |      |             |                         |      |      |  |
| IX legislatura                                                                                               |                                                                              | Eugenio Romero Borrallo                                   | 2015        | 2018                       |                         | Francisca Rosa Romero          | 2015 | 2019        |                            | María Victoria Domínguez Paredes | 2015 | 2019        |                         |      |      |  |
| IX legislatura                                                                                               | Jara Romero Berra                                                            | 2018                                                      | 2019        |                            |                         | Francisca Rosa Romero          | 2015 | 2019        |                            | María Victoria Domínguez Paredes | 2015 | 2019        |                         |      |      |  |
| X legislatura                                                                                                |                                                                              | María Ángeles Camacho Soriano                             | 2019        | 2023                       |                         | Inmaculada Sánchez Polo        | 2019 | 2023        | Fernando Baselga Laucirica | 2019                             | 2023 |             | Lorena Rodríguez Lucero | 2019 | 2023 |  |
| XI legislatura                                                                                               |                                                                              | María Elena Nevado del Campo                              | 2023        | 2024                       |                         | Estrella Gordillo Vaquero      | 2023 | En el cargo |                            | José Antonio González Frutos     | 2023 | En el cargo |                         |      |      |  |
| XI legislatura                                                                                               | Laureano León Rodríguez                                                      | 2024                                                      | En el cargo |                            |                         | Estrella Gordillo Vaquero      | 2023 | En el cargo |                            | José Antonio González Frutos     | 2023 | En el cargo |                         |      |      |  |
| - Partido Socialista Obrero Español de Extremadura - Partido Popular de Extremadura - Unidas por Extremadura | - Podemos Extremadura - Ciudadanos Extremadura - Izquierda Unida Extremadura | - Extremadura Unida - Alianza Popular - Coalición Popular |             |                            |                         |                                |      |             |                            |                                  |      |             |                         |      |      |  |

## Composición de la Asamblea en la XI Legislatura

### Resultado electoral

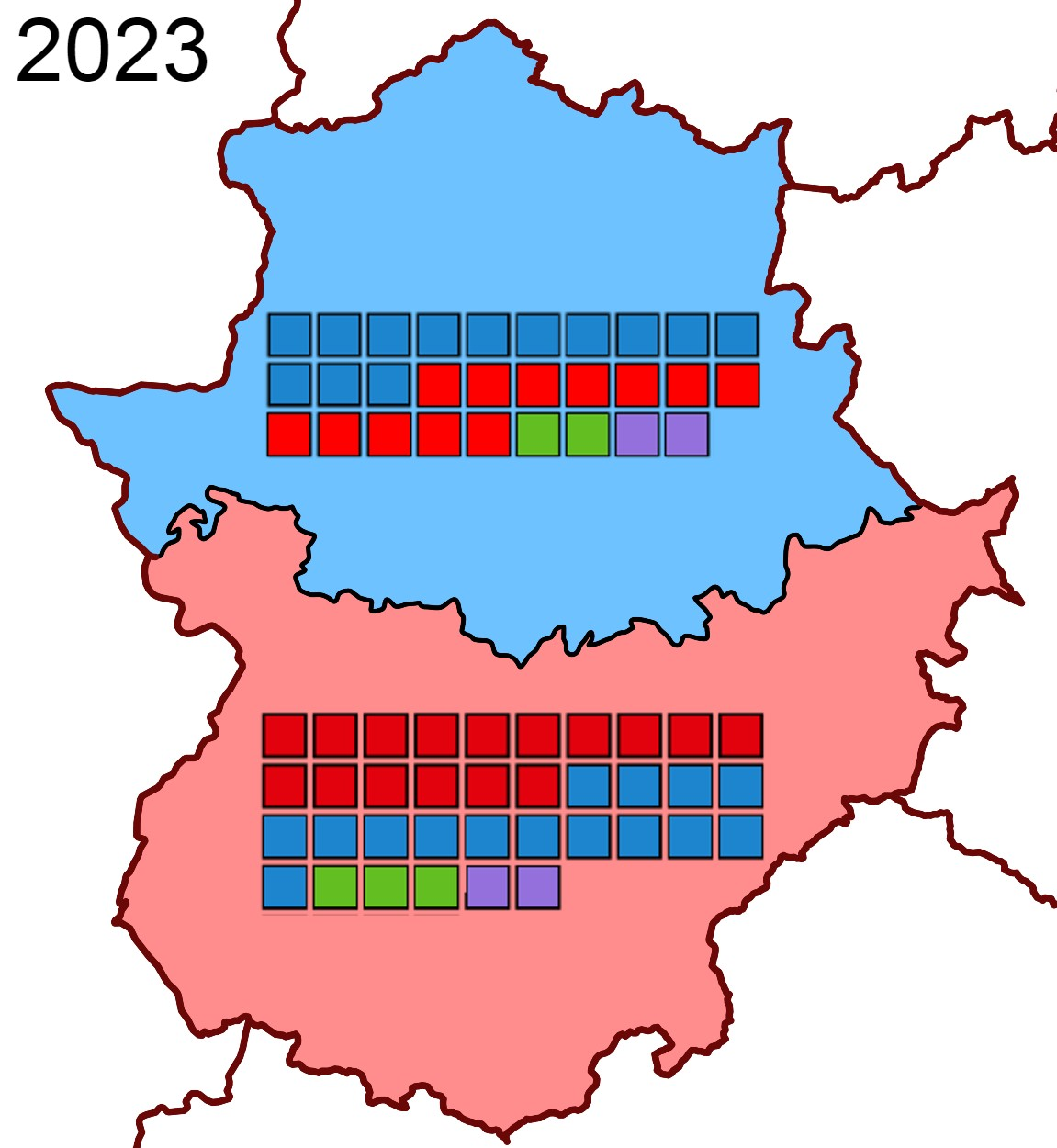
Repartos de escaños por circunscripción

En las elecciones a la Asamblea de Extremadura de 2023, celebradas el domingo 28 de mayo, el Partido Socialista Obrero Español de Extremadura ganó las elecciones, quedando el Partido Popular de Extremadura en segundo lugar, Vox en tercer lugar 
y Unidas por Extremadura en cuarto lugar. De este modo, los resultados en las elecciones fueron los siguientes:
| Elecciones a la Asamblea de Extremadura de 2023 |                                                  |                          |         |       |           |           |
| Partido político                                | Partido político                                 | Candidato                | Votos   | Votos | Diputados | Diputados |
|                                                 | Partido Socialista Obrero Español de Extremadura | Guillermo Fernández Vara | 244 227 | 39,90 | 28        | 6         |
|                                                 | Partido Popular de Extremadura                   | María Guardiola          | 237 384 | 38,78 | 28        | 8         |
|                                                 | Vox                                              | Ángel Pelayo Gordillo    | 49 798  | 8,14  | 5         | 5         |
|                                                 | Unidas por Extremadura                           | Irene de Miguel          | 36 836  | 6,02  | 4         | 0         |
| Fuente: El País                                 |                                                  |                          |         |       |           |           |

### Órganos de la Asamblea

#### La Mesa
La Mesa de la Asamblea de Extremadura está integrada por la presidenta de la Asamblea, tres vicepresidentes y cuatro secretarios, asistidos por el Letrado Mayor, que ha de estar presente en todas las reuniones. Desde la constitución de la Asamblea de Extremadura, el 20 de junio de 2023, la composición de la mesa de la Asamblea es:
| Cargo                  | Titular                      | Partido       |
| ---------------------- | ---------------------------- | ------------- |
| Presidenta             | Blanca Martín Delgado        | PSOE-E        |
| Vicepresidenta primera | Lara Garlito Batalla         | PSOE-E        |
| Vicepresidente segundo | Manuel Naharro Gata          | PP-E          |
| Secretario primero     | Laureano León Rodríguez      | PP-E          |
| Secretaria segunda     | Estrella Gordillo Vaquero    | PSOE-E        |
| Secretario tercero     | José Antonio González Frutos | Podemos-IU-AV |
| Letrada Mayor          | Ana Gema Sánchez Peña        | Independiente |

#### Grupos parlamentarios
| Grupo Parlamentario             | Grupo Parlamentario    | Integrantes                                                                                       | Portavoz               | Líder               | Escaños |
| ------------------------------- | ---------------------- | ------------------------------------------------------------------------------------------------- | ---------------------- | ------------------- | ------- |
|                                 | Socialista             | Partido Socialista Obrero Español de Extremadura: 27 Socialistas Independientes de Extremadura: 1 | Maria Piedad Álvarez   | Guillermo Fdz. Vara | 28      |
|                                 | Popular                | Partido Popular de Extremadura                                                                    | José Ángel Sánchez     | María Guardiola     | 28      |
|                                 | VOX Extremadura        | Vox                                                                                               | Óscar Arturo Fernández | Ángel Gordillo      | 5       |
|                                 | Unidas por Extremadura | Podemos Extremadura: 2 Izquierda Unida Extremadura: 2                                             | Irene de Miguel        | Irene de Miguel     | 4       |
| Fuente: Asamblea de Extremadura |                        |                                                                                                   |                        |                     |         |

#### La Junta de Portavoces
| Cargo                           | Cargo                                          | Titular                              | Lista         |
| ------------------------------- | ---------------------------------------------- | ------------------------------------ | ------------- |
| Presidenta                      | Presidenta                                     | Blanca Martín Delgado                | PSOE-E        |
| Vicepresidente primero          | Vicepresidente primero                         | Lara Garlito Batalla                 | PSOE-E        |
| Vicepresidente segundo          | Vicepresidente segundo                         | Manuel Naharro Gata                  | PP-E          |
| Secretario primero              | Secretario primero                             | Laureano León Rodríguez              | PP-E          |
| Secretaria segunda              | Secretaria segunda                             | Estrella Gordillo Vaquero            | PSOE-E        |
| Secretario tercero              | Secretario tercero                             | José Antonio González Frutos         | Podemos-IU-AV |
| Letrada Mayor                   | Letrada Mayor                                  | Ana Gema Sánchez Peña                | No aplica     |
| Portavoces titulares            |                                                |                                      |               |
|                                 | Portavoz del GP Socialista                     | María Piedad Álvarez Cortés          | PSOE-E        |
|                                 | Portavoz del GP Popular                        | José Ángel Sánchez Juliá             | PP-E          |
|                                 | Portavoz del GP VOX Extremadura                | Óscar Arturo Fernández Calle         | Vox           |
|                                 | Portavoz del GP Unidas por Extremadura         | Irene de Miguel Pérez                | Podemos-IU-AV |
| Portavoces adjuntos             |                                                |                                      |               |
|                                 | Portavoces adjuntos del GP Socialista          | Juan Ramón Ferreira Alonso           | PSOE-E        |
| María Isabel Gil Rosiña         | Portavoces adjuntos del GP Socialista          |                                      | PSOE-E        |
|                                 | Portavoces adjuntos del GP Popular             | María del Pilar Gómez de Tejada Díaz | PP-E          |
| Juan Luis Rodríguez Campos      | Portavoces adjuntos del GP Popular             |                                      | PP-E          |
|                                 | Portavoces adjuntos del GP VOX Extremadura     | Juan José García García              | Vox           |
| Álvaro Luis Sánchez-Ocaña Vara  | Portavoces adjuntos del GP VOX Extremadura     |                                      | Vox           |
|                                 | Portavoz adjunto del GP Unidas por Extremadura | Joaquín Macías Rodríguez             | Podemos-IU-AV |
| Fuente: Asamblea de Extremadura |                                                |                                      |               |

#### Comisiones
| Comisiones de la Asamblea de Extremadura                                      |                                   |       |        |
| Comisión                                                                      | Presidencia                       | Grupo | Grupo  |
| Administración Pública                                                        | José María Saponi Cortés          |       | PP-E   |
| Agricultura, Ganadería y Desarrollo Sostenible                                | José Alberto Pérez Álvarez        |       | PP-E   |
| Armonización                                                                  | Susana Rodríguez Sánchez          |       | PP-E   |
| Asuntos Europeos                                                              | Javier Bravo Arrobas              |       | Vox    |
| Control de la Empresa Pública "Corporación Extremeña de Medios Audiovisuales" | Luisa María Durán Pagador         |       | PP-E   |
| Cultura, Turismo, Jóvenes y Deportes                                          | Sandra Victoria Valencia Ramos    |       | PP-E   |
| Economía, Empleo y Transformación Digital                                     | Juan Luis Rodríguez Campos        |       | PP-E   |
| Educación, Ciencia y Formación Profesional                                    | María Teresa Tortonda Gordillo    |       | PP-E   |
| Gestión Forestal y Mundo Rural                                                | Juan José García García           |       | Vox    |
| Hacienda y Presupuestos                                                       | José María Vergeles Blanca        |       | PSOE-E |
| Infraestructuras, Transporte y Vivienda                                       | María Agustina Rodríguez Martínez |       | PP-E   |
| Peticiones                                                                    | Blanca Martín Delgado             |       | PSOE-E |
| Presidencia, Interior y Diálogo Social                                        | Pedro Pablo González Merino       |       | PP-E   |
| Reglamento                                                                    | Blanca Martín Delgado             |       | PSOE-E |
| Salud y Servicios Sociales                                                    | María Isabel Babiano Serrano      |       | PP-E   |
| Estatuto de los Diputados                                                     | Isabel Sánchez Torremocha         |       | PP-E   |

## Senadores designados por la Asamblea de Extremadura
Una de las funciones que desempeñan la Asamblea de Extremadura es la designación de los senadores y senadoras que deben representar a Extremadura, conforme a lo previsto en la Constitución y en la forma que determine la Ley de Designación de Senadores en representación de Extremadura.
La designación de los senadores extremeños se produjo el día 20 de julio de 2023 en las Cortes Valencianas. Se esocgió un senador de Vox y otro del PSOE. Por lo tanto, la lista de senadores designados por las Cortes Valencianas quedó de la siguiente forma:
| Partido | Partido | Senadores                    | Fecha inicio        |
| ------- | ------- | ---------------------------- | ------------------- |
|         | PSOE-E  | Guillermo Fernández Vara     | 21 de julio de 2023 |
|         | Vox     | Ángel Pelayo Gordillo Moreno | 21 de julio de 2023 |

## Elección e investidura del presidente de la Junta de la XI Legislatura
| Resultado de la votación de investidura del presidente de la Junta de Extremadura |                                                         |      |    |    |   |   |       |
| Candidato                                                                         | Fecha                                                   | Voto |    |    |   |   | Total |
| María Guardiola (PP Extremadura)                                                  | 14 de julio de 2023 Mayoría requerida: absoluta (33/65) | Sí   |    | 28 | 5 |   | 33/65 |
| María Guardiola (PP Extremadura)                                                  | 14 de julio de 2023 Mayoría requerida: absoluta (33/65) | No   | 28 |    |   | 4 | 32/65 |
| María Guardiola (PP Extremadura)                                                  | 14 de julio de 2023 Mayoría requerida: absoluta (33/65) | Abs. |    |    |   |   | 0/65  |
| María Guardiola (PP Extremadura)                                                  | 14 de julio de 2023 Mayoría requerida: absoluta (33/65) | Aus. |    |    |   |   | 0/65  |
| Fuente: Asamblea de Extremadura                                                   |                                                         |      |    |    |   |   |       |